# Nytrømoen idrettsplass
De Nytrømoen idrettsplass  is een ijsbaan in Tynset in de provincie Innlandet in het zuiden van Noorwegen. De openlucht-natuurijsbaan is geopend in 1971 en ligt op 506 meter boven zeeniveau. Er zijn verschillende Noorse kampioenschappen georganiseerd op deze ijsbaan.

## Nationale kampioenschappen
- 1977 - NK sprint mannen/vrouwen
- 1980 - NK allround vrouwen
- 1983 - NK allround mannen
- 1989 - NK afstanden mannen/vrouwen